# در آب
در آب (به فرانسوی: Dans l'Eau) یک نقاشی رنگ‌روغن اثر یوجین دی بلاس است. در آب تنها نقاشی برهنه یوجین دی بلاس است.

## بررسی
در این نقاشی یک زن جوان برهنه که تا ساق‌پا در آب ایستاده است و به گروهی از ماهی‌های کوچه نگاه می‌کند، به تصویر کشیده شده است. این مدل دارای رنگ پوست گلگون‌مانند است و موهای مجعد و تیره او پشت سرش بسته‌شده.
اگرچه خورشیدی در این قطعه هنری به تصویر کشیده نشده، اما نوری طلایی از میان ابرها می‌درخشد و در آب بازتاب پیدا می‌کند.
نقاش این اثر نام و تاریخ پدیدآمدن آن (۱۹۱۴ میلادی) را با ج. هر مشکی در گوشه سمت چپ آن امضا کرده است.

## پیش‌زمینه
یوجین دی بلاس در خانواده‌ای هنرمند اهل اتریش به دنیا آمد. برادر وی، ژولیس فون بلاس، نقاش و پدرش، کارل فون بلاس، نقاش، مجسمه‌ساز و پروفسور در آکادمی هنرهای زیبای وین بود. کار بعدها به رم نقل‌مکان کرد و آنجا یوجین و ژولیس به دنیا آمدند. خانواده یوجین پس از پروفسور شدن کار در آکادمی ونیز، به ونیز رفتند. یوجین در انگلستان نیز به‌خوبی شناخته‌شده بود و کارهای او در آکادمی سلطنتی هنر، گالری گرافتون و نیو گالری به نمایش گذاشته‌شدند.